# 愛しい対象の護り方
『愛しい対象(カノジョ)の護り方』は、AXL（アクセル）から2011年5月27日に発売された18禁恋愛アドベンチャーゲームである。略称は『イトカノ』。英語による副題は"Shall we teach the way of guard?"（デモムービーより）。

## あらすじ
主人公の松井悠人は幼い頃、「また会おうね」と約束をした。彼はそれを果たすため猛勉強しPMSCs（民間軍事会社）ブレイズが経営する総合軍事学園に入学する。そこで彼は約束を交わした相手――天城結衣と再会を果たすが、「なんでこんなとこ来んのよ！」と言われ、ショックを受けた。
しかし、ショックはそれだけに止まらず警護課の教室の備品もろくにない悲惨たる現状にさらなるショックを受ける。そこで学園特有のルールを聞かされる。それは、備品を賭けて行うクラス対抗戦だった。

## 登場人物

### メインキャラクター
松井 悠人（まつい ゆうと）
本編の主人公。幼い頃に交わした約束を果たすため猛勉強の末、学園に入学する。警護課所属。
語りがうまく、人徳もあるためクラス委員長に任命される。争奪戦では指揮官としてクラスメイトらに指示を飛ばす。軍事教練はそこそこ得意だが、猛勉強の末に入学したためマナーが身についておらず成績がイマイチ。
父親もブレイズで働いており、幼い頃は世界のあちこちを一緒に飛び回っていた。その関係で結衣と出会い約束を交わした。文通を繰り返しており、彼女が学園に入学を希望している事を知り目指すきっかけとなった。
天城 結衣（あまぎ ゆい）
声：桃井穂美
悠人とは文通するほどの仲。警護課所属。
幼い頃は周りに馴染めずにいたところを悠人に声を掛けられたのが始まり。悠人には思うところがありなかなか素直になれないツンデレ。悠人を退学させようと言っているが本心でもあり本心でもないと言える微妙な立場。クラスでは副委員長を務めている。争奪戦では作戦参謀兼副指揮官として立ち回る。和真は否定しているがかなりのドS。しかし心根は優しく仲間思いなため周りからは好印象。悠人の事を気にしている事は秘密にしているが周りにはばればれなのは知らない。
実はブレイズのトップでもある社長の娘であるが、妾の子で幼い頃は父親の事はあまり知らないでいた。現在は父親の事を人殺し呼ばわりするほど嫌っている。腹違いの姉・乙葉がおり、仲は良くなく「腹黒」と呼んで嫌っている。乙葉の婚約者である和真とは幼なじみ。
ブレイズの警護課の在り方に疑問を持っている。
大居 成実（おおい なるみ）
声：松田理沙
悠人と結衣のクラスメイト。警護課所属。
かなりの美脚の持ち主だが、急に男性に声を掛けられたりすると思わず足が出てしまう女の子。威力は凄まじく、一撃KOしてしまうほど。それがなければ悠人とほぼ同じ実力者。
趣味は料理だが味が伴っておらず、美冬曰く兵器レベル。悠人らは成実に絶対に作らせてはいけないというのが総会の一致。疲れ果ててしまうとどこでも寝入ってしまう困った癖を持っている。仔犬のような可愛らしさを持つ。悠人の入学理由を聞き誠実さと笑顔に惹かれる。
幼い頃に両親を内乱で失っており誰かを守れる力を欲し入学を決める。しかし、血や銃撃が苦手。
シャルロッテ・ティーガー
声：青山ゆかり
悠人らの親友。軍事課所属。愛称はロッテ。
学園に首席で入学するほどのエリート。母国からは幹部候補生として留学している。しかし、身長が低くあっさり口車に乗ってしまうなどの欠点もある少女。高慢な態度を取るも悠人らに子供扱いされ、特に結衣とは言い争いになるもいつも負けている。赤いリボンがチャームポイント。争奪戦では指揮官と作戦参謀を任っている。
戦争は必要悪と考えており、警護課を見下している。彼女のシナリオで警護課に再編入し軍事課、警護課の在り方を考える。
かなりの努力家で初めて教わる将棋をスポンジが水を吸い上げるがごとく知識を吸収し、数日後にはだれも敵う者はいないほどに成長した。
森下 美冬（もりした みふゆ）
声：崎本春奈
悠人らの親友。研究課所属。
かなりの天才で学園には入試を受けずに奨学生として入学するほど。自分専用の研究室がありそこで研究したものを定期的に報告するなど成果を残さなければいけないのだが、本人にとって何の苦にもならないらしい。一旦研究に集中してしまうと周りの事が気に入らず、時間の経過や食事を忘れてしまう事が悩みの種。集中するあまり授業に出席しない事もあり、そのため友人と呼べる人がいなかった自分によくしてくれる悠人らを大切に思っている。
趣味は医療品の収集。湿布や絆創膏等大抵モノが揃っており、薬のアドバイスなどもしてくれる。ロッテに魔乳と言わせるほどの巨乳の持ち主。本人はあまり気にしていないが貧乳であるロッテはどこかしら苦手意識がある。
現在はパワードスーツの開発に取り組んでいるが本人にとっては遊びの一環。研究室にある培容器で育てている細菌に名前を付けるほど研究オタク。

### サブキャラクター
高柳 乙葉（たかやなぎ おとは）
声：槙沢りじゅ
ブレイズ社長の娘で高柳家の令嬢。サブヒロインではあるがルートとエンディングが存在する。
いい人ぶってはいるがヒロイン達を毎回どう苦しめようか考えている腹黒さん。
結衣とは違い正妻の娘として生まれたが、父親は結衣にばかり愛情を注いでいたため気に入らない。
普段はお嬢様学校に通っているが、様々な理由をつけて学園を訪れている。
日向 綾乃（ひなた あやの）
声：桜川未央
軍事教練担当の教官。サブヒロインではあるがルートとエンディングが存在する。
彼女の担当する軍事教練はかなり厳しく、不満を言おうものなら訓練メニューが増やされるほどで「鬼教官」と呼ばれる。しかしそれとは裏腹に生徒らの将来の為に愛情も注いでいる。
汐理とは同僚で、汐里曰く悠人らが入学してから飲酒量が増えたらしい。銘酒等も飲むがとにかく酒癖が悪い。
朝倉 汐理（あさくら しおり）
声：佐藤しずく
警護課の担任。担当教科は座学一般。サブヒロインではあるがルートとエンディングが存在する。
教師とは思えないほど幼く見え、身長もロッテとほとんど変わらない。毎年のように生徒からは嘗められ、「汐理ちゃん」と呼ばれている。本人は教師らしく振舞うも生徒たちからはそれが可愛らしく映ってしまう。私服で出かけた場合、子どもと間違えられる事が多い。
毎年毎年負け続きの警護課を何とかしようと頑張っているもののなかなか努力が報われなしが……
適齢期の事を気にしており、悠斗が質問した時には愚痴ってしまうほど。本人曰く、まだ20歳代。
立花 ひより（たちばな - ）
声：茶谷やすら
サブヒロインではあるがルートとエンディングが存在する。
乙葉お付きのメイド。心優しく健気なため彼女のファンが多い。
加賀 虎太郎（かが こたろう）
声：ほうでん亭ノドガシラ
悠人と寮で二人部屋に住む友人で軍事課所属。
悠人同様猛勉強の末に入学。そのためか座学の成績は悪いが、格闘、銃器の扱いに関してはトップクラスの成績を収めている。
猪口 和真（いのぐち かずま）
声：愛植雄
ロッテに続く成績を収めて入学した。軍事課所属。
次席で入学したため、ロッテから次席呼ばわりされる。かなりのイケメンでもあり、猪口グループの御曹司。乙葉の婚約者で、結衣に気があるのだが気づいてもらえない。

## 用語
学園
民間軍事会社ブレイズが経営する全寮制の総合軍事学園の事。銃火器などを実際に使用し演習もあるため近隣に学園の類は存在しない。しかし、近隣にショッピングモールがあるため休日の際には学生が良く訪れる。他に学園所有の山もあり演習場所にも使用されるため監視の目は厳しい。他に軍用の運搬ヘリや射撃場等も複数所有しておりかなりの財力がつぎ込まれている事が分かる。
軍事課
名の通り学園を卒業したらすぐにでも使い物になるよう育てられる。学園が始まって数日後にはサバイバル訓練（数日間止まり込み）を開始したり、実弾を使った訓練など実践向けの内容が多い。
研究課
名の通り研究を中心とする課。研究内容は様々で習う内容は警護課とほとんど変わらない。美冬は例外だが各々にも共同研究室が与えられ日々の進化に躍進している。卒業後はどこかしらの研究所勤めになる事が多い。
警護課
名の通り誰かを警護する技術を教わる課。座学がほとんどで軍事訓練も行う。潜入した時の手順など誰かを警護するために必要な技術。あまりパッとしないため人気がない。
クラス対抗戦
別名・争奪戦。クラスの備品（カーテンやクーラーは勿論、床や机等）を賭けて自分たちのクラスより上のクラスに仕掛ける勝負の事。もし勝つ事が出来れば設備の増強も出来るが、負けた場合は没収される。争奪戦後はしばらく争奪戦を行うことは基本的に出来ない。再選を行う場合は一定期間間をあける必要がある。人数が多いと有利になってしまうため、少ないクラスに合わせる形になる。軍事課の設備が豪華(リクライニングマッサージチェア、冷暖房完備など)で警護課がビリの為、カーテンやクーラーもない茣蓙と机。なお、下位クラスからしか対抗戦の申し込みが出来ない。
研究課は人体に影響のない薬であれば開発および使用が認められており、発明品ならラジコンヘリやカーにペイント弾を積んでもよい事になっている。そのため、戦略も重要となってくる。

## スタッフ
- イラストレータ・原画：瀬之本久史
- シナリオ：長谷川藍

## 主題歌
主題歌
- カンデコ
  - 歌：Barbarian On The Groove feat.茶太
  - 作詞・作曲・編曲：bassy

天城結衣エンディング曲
- パラレルライン
  - 歌：Barbarian On The Groove feat.真理絵
  - 作詞・作曲・編曲：wight

大居成美エンディング曲
- 二人アゲ
  - 歌：Barbarian On The Groove feat.鈴原知花
  - 作詞・作曲：mo2
  - 編曲：syow

シャルロッテ・ティーガーエンディング曲
- new story
  - 歌：solfa feat.Rita
  - 作詞：天ヶ咲麗
  - 作・編曲：伊吹ユキヒロ

森下美冬エンディング曲
- 会いたくて
  - 歌：solfa feat.iyuna
  - 作詞：天ヶ咲麗
  - 作・編曲：iyuna

## ラジオ
『AXLラジオ「愛しい対象の護り方」私立白嶺学園放送部!』のタイトルで、2011年4月29日から8月11日まで音泉にて配信。毎週金曜日更新、全16回。SP回が同年12月16日に配信された。パーソナリティは桃井穂美（天城結衣 役）、桜川未央（日向綾乃 役）。
2012年2月24日、ラジオCD『AXLラジオ「愛しい対象の護り方」私立白嶺学園放送部!』が発売された。ラジオ配信分に加えて、新規録りおろし特別版、Tree’sのデビュー曲「パンチ〜愛しいTreeの作り方〜」（作詞：iyuna、作曲・編曲：橋咲透）が収録される。